# 凯莉·希尔森
凯莉·林恩·希尔森（英語：Keri Lynn Hilson，1982年12月5日—），非裔美国女歌手。她是The Clutch制作团队的一员。2001年起开始在乐坛活跃起来，起初是为布兰妮和Ludacris等歌手写歌，也时常与Timbaland、Usher、Ne-Yo和Nelly等歌手合作。这几位歌手的歌曲MV中就常有她的片段。
2009年时发行首张专辑 In a Perfect World...，其中主要的歌曲有：Energy、Return the Flavor、Turnin' Me On和Knock Me Down。